# Éva Rakusz
Éva Rakusz (13 maggio 1961) è un'ex canoista ungherese.
Ha vinto un bronzo nel K2 500 m alle Olimpiadi di Mosca 1980 e un argento nel K4 500 m a Seul 1988.

## Palmarès
- Olimpiadi
  - Mosca 1980: bronzo nel K2 500 m.
  - Seul 1988: argento nel K4 500 m.

- Mondiali
  - 1981: argento nel K1 500 m.
  - 1982: bronzo nel K1 500 m e K4 500 m.
  - 1985: argento nel K2 500 m e bronzo nel K4 500 m.
  - 1986: oro nel K4 500 m.
  - 1987: argento nel K4 500 m.